# André Messager
André Charles Prosper Messager (Montluçon, 30 de diciembre de 1853 - 24 de febrero de 1929) fue un compositor y director de orquesta francés.

## Vida y carrera
Nació en Montluçon, estudió en París, y fue durante un periodo alumno de Saint-Saëns en la École Niedermeyer. En 1874 fue nombrado organista en St Sulpice. En 1876, obtuvo la medalla de oro de la «Société des Compositeurs» con una sinfonía. En 1880 fue nombrado director musical en Ste. Marie-des-Batignolles.
Messager compuso 45 obras escénicas, de las que ocho son ballets. También compuso una sinfonía en 1875 y numerosas canciones y obras instrumentales. En 1883 terminó la ópera cómica de Firmin Bernicat François des bas bleus; y en 1885 presentó sus propias operetas, La Fauvette du temple y La Béarnaise, siendo la última presentada en Londres en 1886. Su ballet Les Deux pigeons fue presentado por el Ballet de la Ópera de París en 1886.
La ópera cómica de Messager La Basoche fue producida en 1890 en la Opéra Comique en París (una versión en inglés fue producida en Londres en 1891 por Richard D'Oyly Carte) y le dio ya una cierta reputación. Luego ésta se acrecentó con ópera ligeras melodiosas y accesibles tales como Madame Chrysanthème (1893), Mirette (1894, producida por la D'Oyly Carte Opera Company en el Teatro Savoy), la exitosa Les p´tites Michu (1897) —de la que se ofrecieron un total de 401 presentaciones en el Daly's Theatre en Londres en 1905— y la opereta Véronique (1898), su ópera cómica más exitosa en Inglaterra (1904-05). Véronique disfrutó de un total de 496 presentaciones en el West End.
Además de dirigir durante algunos años el teatro de la «Opéra Comique» de París, los servicios de Messager fueron también seguros en Londres en 1901 y años después fue uno de los directores de la ópera del Covent Garden.
Messager murió en 1929 y fue enterrado en el Cementerio de Passy.

## Catálogo de obras
| Año     | Opus    | Obra | Tipo de obra                       | Estreno                                                                                      |
| ------- | ------- | --- | ---------------------------------- | -------------------------------------------------------------------------------------------- |
| 1875    | -       | Don Juan et Haydée (Byron), cantata para 3 voces | Música vocal (cantata)             | -                                                                                            |
| 1876    | -       | Les païens (opérette, H. Meilhac) [colaboración con G. Serpette, Widor, Massenet y Delibes] (perdida) | Música de escena (opereta)         | -                                                                                            |
| 1877    | -       | Prométhée enchaîné (G. Clerc), cantata para voces solistas y orquesta | Música vocal (cantata)             | -                                                                                            |
| 1878    | -       | Sínfonia | Música orquestal                   | Concerts Colonne, 1878                                                                       |
| 1878    | -       | Fleur d’oranger, ballet en 1 acto (Dreyfous) | Música de escena (ballet)          | Folies-Bergère, 1878                                                                         |
| 1879    | -       | Les vins de France, ballet en 1 acto (Dreyfous) | Música de escena (ballet)          | Folies-Bergère, 1879                                                                         |
| 1879    | -       | Mignons et vilains, ballet en 1 acto (Dreyfous) | Música de escena (ballet)          | Folies-Bergère, 1879                                                                         |
| 1880    | -       | Loreley, ballade, para orquesta | Música orquestal                   | -                                                                                            |
| 1880-99 | -       | Souvenirs de Bayreuth, para piano a 4 manos [colaboración con G. Fauré] | Música solista (piano a 4 manos)   | -                                                                                            |
| 1882-89 | -       | 20 mélodies, publicadas individualmente, para voz y piano. : À une fiancée (V. Hugo); Chanson de ma mie (T. de Banville); Chanson mélancolique (C. Mendès); Gavotte, danse chantée (de Banville); La chanson des cerises (Silvestre); Mimosa (Silvestre);Neige rose (Silvestre); Regret d’avril (Silvestre) (1890–c1922): Chanson d’automne (P. Delair); Chant d’amour (Silvestre); Curly Locks (F.E. Weatherly); Douce chanson (E. Blémont); Fleurs d’hiver (Silvestre); La paix de blanc vêtue (Lahovary); Le bateau rose (J. Richepin); Notre amour (Silvestre); Pour la patrie (Hugo); Ritournelle (H. Gauthier-Villars); Si j’avais vos ailes, valse chantée (Grenet-Dancourt, O. Pradels); Va chercher quelques fleurs (L. Aufauvre) | Música vocal (piano)               | -                                                                                            |
| 1883    | -       | François les bas-bleus, ópera cómica en 3 actos (E. Dubreuil, E. Humbert y P. Burani) [finalización de una obra iniciada por F. Bernicat] | Música de escena (opera cómica)    | Folies-Dramatiques, 8 de noviembre de 1883                                                   |
| 1884    | -       | 3 valses, para piano a 4 manos | Música solista (piano a 4 manos)   | -                                                                                            |
| 1884-85 | -       | Gisèle, opereta en 3 actos (F. Oswald y M. Boucheron) (perdida) | Música de escena (opereta)         | -                                                                                            |
| 1885    | -       | La fauvette du temple, ópera cómica en 3 actos (Humbert y Burani) | Música de escena (opera cómica)    | Folies-Dramatiques, 17 de noviembre de 1885                                                  |
| 1885    | -       | La Béarnaise, ópera cómica en 3 actos (E. Leterrier y A. Vanloo) | Música de escena (opera cómica)    | Bouffes-Parisiens, 12 de diciembre de 1885                                                   |
| 1885    | -       | Música incidental para Le Petit Poucet (E. Mortier, Leterrier y Vanloo) | Música de escena (incidental)      | Gaîte, 28 Oct 1885                                                                           |
| 1885    | -       | Nouveau printemps (Clerc, según Heine), 5 mélodies para voz y piano. | Música vocal (piano)               | -                                                                                            |
| 1886    | -       | Les deux pigeons, ballet en 2 actos (H. Régnier y L. Mérante) | Música de escena (ballet)          | Opéra, 8 Oct 1886                                                                            |
| 1887    | -       | Le bourgeois de Calais, ópera cómica en 3 actos (Dubreuil y Burani) | Música de escena (opera cómica)    | Folies-Dramatiques, 6 de abril de 1887                                                       |
| 1888    | -       | Les premières armes de Louis XV, ópera cómica en 3 actos (A. Carré) [enlarged version of F. Bernicat: Les beignets du roi, 1882, addl music by Messager] | Música de escena (opera cómica)    | Menus-Plaisirs, 16 de febrero de 1888                                                        |
| 1888    | -       | Isoline (conte des fées, 3, C. Mendès) | Música de escena                   | Renaissance, 26 de diciembre de 1888                                                         |
| 1889    | -       | Le mari de la reine, opereta en 3 actos (E. Grenet-Dancourt y O. Pradels) | Música de escena (opereta)         | Bouffes-Parisiens, 18 de diciembre de 1889                                                   |
| 1889    | -       | Música incidental para Colibrí (L. Legendre) | Música de escena (incidental)      | Vaudeville, 12 de junio de 1889                                                              |
| 1889    | -       | Pavane des fées, para piano. | Música solista (piano)             | -                                                                                            |
| 1890    | -       | La Basoche, ópera cómica en 3 actos (A. Carré) | Música de escena (opera cómica)    | Opéra Comique (Lyrique), 30 de mayo de 1890                                                  |
| 1891    | -       | Hélène, drama lírico en 4 actos [5 tableaux] (P. Delair) | Música de escena (drama lírico)    | Vaudeville, 15 Sept 1891                                                                     |
| 1891    | -       | Música incidental para Hélène (P. Delair) | Música de escena (incidental)      | Vaudeville, 15 Sept 1891                                                                     |
| 1891    | -       | Scaramouche, ballet en 2 actos (M. Lefèvre y H. Viragneux) [colaboración con G. Street] | Música de escena (ballet)          | Nouveau, 17 Oct 1891                                                                         |
| 1893    | -       | Amants éternels, ballet en 1 acto (Corneau y Gerbault) | Música de escena (ballet)          | Théâtre Libre, 26 de diciembre de 1893                                                       |
| 1893    | -       | Miss Dollar, opereta en 3 actos (Clairville (L. Lhérie) y A. Vallin) | Música de escena (opereta)         | Nouveau, 22 de diciembre de 1893                                                             |
| 1893    | -       | Madame Chrysanthème, comedia lírica, con prólogo, 4 actos y un epílogo (G. Hartmann y A. Alexandre, según P. Loti) | Música de escena (comedia lírica)  | Renaissance, 30 de enero de 1893                                                             |
| 1894    | -       | Mirette (3, M. Carré, Eng. lyrics by F.E. Weatherley, H. Greenbank y A. Ross) [colaboración con H. Temple] | Música de escena                   | Londres, Savoy, 3 de julio de 1894                                                           |
| 1896    | -       | La fiancée en loterie, opereta en 3 actos (C. de Roddaz y A. Douane) [colaboración con P. Lacome] | Música de escena (opereta)         | Folies-Dramatiques, 13 de febrero de 1896                                                    |
| 1896    | -       | Le chevalier d’Harmental, ópera cómica en 5 actos (P. Ferrier, según A. Dumas père y A. Maquet) | Música de escena (opera cómica)    | Opéra Comique (Sarah Bernhardt), 5 de mayo de 1896                                           |
| 1896    | -       | Le procès des roses, ballet en 1 acto (Mendès) (perdida) | Música de escena (ballet)          | Marigny, 6 de junio de 1896                                                                  |
| 1897    | -       | Le chevalier aux fleurs, ballet en 1 acto (A. Silvestre) [colaboración con R. Pugno] | Música de escena (ballet)          | Marigny, 15 de mayo de 1897                                                                  |
| 1897    | -       | La montagne enchantée (pièce fantastique, 5 [12 tableaux] (A. Carré y E. Moreau) [colaboración con X. Leroux] | Música de escena (incidental)      | Porte-St-Martin, 12 de abril de 1897                                                         |
| 1897    | -       | Les p’tites Michu, opereta en 3 actos (G. Duval y Vanloo) (as The Little Michus, rev. H. Hamilton y P. Greenbank, Londres, Daly, 29 de abril de 1905) | Música de escena (opereta)         | Bouffes-Parisiens, 16 de noviembre de 1897                                                   |
| 1897    | -       | Trois pièces, para violín y piano [Barcarolle, Mazurka, Sérénade] | Música instrumental (dúo)          | -                                                                                            |
| 1898    | -       | Véronique, ópera cómica en 3 actos (Duval y Vanloo) | Música de escena (opera cómica)    | Bouffes-Parisiens, 10 de diciembre de 1898                                                   |
| 1899    | -       | Solo de concours, para clarinete y piano | Música instrumental (dúo)          | -                                                                                            |
| 1899    | -       | Les bleuets, ballet en 1 acto (según Hugo) (perdida) | Música de escena (ballet)          | -                                                                                            |
| 1900    | -       | Une aventure de la guimard, ballet en 1 acto (H. Cain) | Música de escena (ballet)          | Opéra Comique, 8 de noviembre de 1900                                                        |
| 1905    | -       | Les dragons de l’impératrice, ópera cómica en 3 actos (Duval y Vanloo) | Música de escena (opera cómica)    | Variétés, 13 de febrero de 1905                                                              |
| 1907    | -       | Fortunio (comédie lyrique, 4 [5 tableaux], G.-A. de Caillavet y R. de Flers, según A. de Musset: Le chandelier) | Música de escena                   | Opéra Comique (Favart), 5 de junio de 1907                                                   |
| 1911    | -       | Amour d’hiver (A. Silvestre), 6 mélodies para voz y piano. | Música vocal (piano)               | -                                                                                            |
| 1914    | -       | Béatrice, leyenda lírica en 4 actos (Caillavet y Flers, según C. Nodier) | Música de escena                   | Monte Carlo, 21 de marzo de 1914                                                             |
| 1914    | -       | Music in: Miousic (perdida) | -                                  | -                                                                                            |
| 1916    | -       | Cyprien, ôte ta main de là! (fantaisie, 1, M. Hennequin) | Música de escena                   | Concert Mayol, 1916                                                                          |
| 1919    | -       | Monsieur Beaucaire (romantic op, 3, A. Rivoire y P. Veber, según B. Tarkington), Eng. version by F. Lonsdale y A. Ross, Birmingham, | Música de escena (ópera romántica) | Londres, Prince of Wales, 7 de abril de 1919 en fr., Paris, Marigny, 21 de noviembre de 1925 |
| 1921    | -       | La petite fonctionnaire, comedia musical en 3 actos (A. Capus y X. Roux) | Música de escena (comedia musical) | Mogador, 14 de mayo de 1921                                                                  |
| 1923    | -       | L’amour masqué, comedia musical en 3 actos (S. Guitry) | Música de escena (comedia musical) | Edouard VII, 15 de febrero de 1923                                                           |
| 1926    | -       | Passionnément, comedia musical en 3 actos (Hennequin y A. Willemetz), | Música de escena (comedia musical) | Michodière, 16 de enero de 1926                                                              |
| 1926    | -       | Música incidental para Deburau (Guitry) | Música de escena (incidental)      | Sarah Bernhardt, 9 Oct 1926                                                                  |
| 1928    | -       | Coups de roulis, opereta en 3 actos (Willemetz, según M. Larrouy) | Música de escena (opereta)         | Marigny, 29 Sept 1928                                                                        |
| 1930    | -       | Sacha | Música de escena                   | -                                                                                            |
| -       | Opus 10 | Impromptu, op. 10, para piano. | Música solista (piano)             | -                                                                                            |
| -       | Opus 11 | Habañera, op. 11, para piano. | Música solista (piano)             | -                                                                                            |
| -       | Opus 12 | Menuet, op. 12, para piano. | Música solista (piano)             | -                                                                                            |
| -       | Opus 13 | Mazurka, op. 13, para piano. | Música solista (piano)             | -                                                                                            |
| -       | Opus 14 | Caprice polka, op. 14, para piano. | Música solista (piano)             | -                                                                                            |
| -       | Opus 15 | Valse, op. 15, para piano. | Música solista (piano)             | -                                                                                            |
| -       | -       | Messe des pêcheurs de Villerville, con Gabriel Fauré. | -                                  | -                                                                                            |
| -       | -       | Arreglos de Chabrier: España y Gwendoline, para piano | Arreglo para piano                 | -                                                                                            |
| -       | -       | Arreglo de Charpentier: Impressions d’Italie, para piano | Arreglo para piano                 | -                                                                                            |
| -       | -       | Arreglo de Holmès: Au pays bleu, para piano | Arreglo para piano                 | -                                                                                            |
| -       | -       | Arreglo de Lalo: Namouna, para piano | Arreglo para piano                 | -                                                                                            |
| -       | -       | Arreglos de Saint-Saëns: Etienne Marcel, Phryné, Requiem y Sinfonía n.º 2, para piano | Arreglo para piano                 | -                                                                                            |
| -       | -       | Orquestación de Saint-Saëns: Acto I de Phryné | Arreglo para piano                 | -                                                                                            |

| Predecesor: Georges Marty | Director principal, Orchestre de la Société des Concerts du Conservatoire 1908 — 1919 | Sucesor: Philippe Gaubert |